# Parco naturale della Maremma
Il parco naturale della Maremma è un'area naturale protetta dell'Italia centrale, che occupa il territorio dei Monti dell'Uccellina, in provincia di Grosseto; è stato il primo parco della regione Toscana, istituito con L.R. 65 del 5 giugno 1975.
È una delle mete più interessanti del territorio grossetano. Al suo interno si trovano alcuni lembi di costa fra i più intatti del litorale maremmano.
Nel 1992 è stato insignito del Diploma europeo delle aree protette.

## Provvedimenti istitutivi
Parco naturale della Maremma: L.R. 65 del 5 giugno 1975.
All'interno del Parco regionale si trova il sito di interesse regionale (SIR) "Pianure di Maremma": l'area è tutelata anche come zona di protezione speciale (ZPS), e il SIR "Dune dell'Uccellina", anch'esso sito di interesse comunitario (SIC) e zona di protezione speciale (ZPS) e completamente ricompreso nel Parco naturale.

## Territorio
Il Parco ha un'estensione di 9800 ettari e si estende, lungo costa, dal paese di Principina a Mare (comune di Grosseto), fino al paese di Talamone (comune di Orbetello).
Nel suo territorio ricadono gli ultimi terreni paludosi nei pressi della foce dell'Ombrone, che, ricchi di vita e ancora selvaggi, ospitano importanti colonie di uccelli palustri.
Più a sud la zona è composta dai monti dell'Uccellina ricoperti da una fitta macchia mediterranea e verso est, ai piedi dei monti, da vaste distese erbose, dove si trova la Fattoria di Spergolaia centro amministrativo dell'azienda regionale e sede dei butteri.
La tipologia ambientale prevalente nel SIR "Pianure di Maremma " è data da praterie secondarie e aree agricole abbandonate, in gran parte utilizzate come pascoli per il bestiame semibrado, zone umide di acqua dolce o debolmente salmastra, seminativi. Vaste estensioni del sito sono allagate per parte dell'anno. Tra le altre tipologie ambientali rilevanti ci sono il tratto fluviale prossimo alla foce, la macchia mediterranea, i filari e le alberature, i piccoli nuclei di pino domestico.
Questa parte di Toscana è un esempio relittuale di complessi palustri, di elevato valore naturalistico e paesaggistico, utilizzati a scopo produttivo (attività di pascolo semibrado, con vacche e cavalli di razza maremmana).
Il SIR "Dune dell'Uccellina" costituisce uno dei sempre più rari tratti significativi di costa sabbiosa, con limitata antropizzazione e con dinamismo vegetazionale non condizionato dal turismo balneare. La tipologia ambientale prevalente è data da sistemi dunali privi di impianti balneari quindi di grande importanza per la salvaguardia delle specie sia psammofile che psammoalofile. Il sito è importante anche per la conservazione di un endemismo esclusivo della zona: Limonium etruscum. Importante la presenza di Burhinus oedicnemus. Costa sabbiosa, in gran parte in regressione, con cordoni dunali e depressioni retrodunali, caratterizzate dalle tipiche formazioni vegetali anche di ambienti umidi, generalmente in ottimo stato di conservazione.

## SIR "Pianure di Maremma"
I principali elementi di criticità interni al sito di interesse regionale sono:
- Sensibile riduzione dei contingenti di anatidi svernanti, in parte legata al progressivo degrado delle zone umide retrodunali (esterne ma funzionalmente collegate al sito), dovuto ai fenomeni d'erosione costiera che neminacciano l'esistenza stessa.
- Qualità non ottimale delle acque del Fiume Ombrone.
- Nelle aree utilizzate a seminativo e, in misura minore, a pascolo, che sono fondamentali come aree di alimentazione per le oche selvatiche e varie altre specie di uccelli acquatici, le esigenze produttive possono essere in contrasto con il mantenimento di un'elevata idoneità ambientale per dette specie.

I principali elementi di criticità esterni al sito sono:
- Modificazioni nelle pratiche agricole e nella gestione del territorio, che favoriscono l'erosione costiera.
- Riduzione della superficie complessiva delle zone umide e trasformazione di ambienti dulciacquicoli prioritari (“Paludi calcaree a Cladium mariscus e Carex davalliana”) in ambienti salmastri, a causa dell'erosione costiera.
- Urbanizzazione costiera legata al turismo estivo.
- Estrema rarefazione delle aree costiere allagate stagionalmente e utilizzate a pascolo, con aumento dei fenomeni di frammentazione e isolamento per le specie legate a questi ambienti.
- Non ottimale qualità delle acque del Fiume Ombrone.

Le principali misure di conservazione da adottare sono:
1. Tutela e gestione degli ambienti palustri di acqua dolce e salmastri, comprendenti habitat d'interesse comunitario, al fine di conservare gli habitat e incrementarne l'idoneità per alcune specie minacciate (EE).
2. Tutela dei cospicui contingenti di anatidi, limicoli, rapaci e passeriformi migratori e svernanti (EE).
3. Conservazione delle attuali forme di gestione del territorio e uso del suolo, che portano a un'elevatissima eterogeneità ambientale, con presenza di habitat e specie ormai molto rari (EE).
4. Migliore organizzazione della fruizione, anche per limitare il disturbo antropico nelle aree umide retrodunali e lungo il tratto finale del Fiume Ombrone (E).
5. Tutela delle stazioni di specie rare di flora (E).

Indicazioni per le misure di conservazione:
- Conservazione e progressivo incremento delle superfici attualmente occupate da ambienti palustri, anche al fine di controbilanciare la perdita di ambienti analoghi nel SIR confinante, dovuta all'erosione costiera (EE).
- Mantenimento dell'attività di pascolo brado nelle superfici attualmente utilizzate, e ove possibile loro estensione in aree attualmente a seminativo, con interventi puntuali (scavi, recinzioni) finalizzati al controllo dell'accesso del bestiame ad alcune aree durante i periodi critici (EE).
- Limitazione degli impatti negativi sulla fauna causati dal disturbo antropico diretto, mediante l'incremento dell'attività di sorveglianza (in particolare nei periodi di migrazione e svernamento), nelle zone ad accesso regolamentato; regolamentazione della navigazione in canoa nel Fiume Ombrone; adeguata organizzazione delle visite guidate (E).
- Monitoraggio dello stato di conservazione degli habitat palustri e delle popolazioni di alcune specie animali rare o indicatrici, al fine di rilevare eventuali problemi legati al disturbo antropico o ai carichi di pascolo non ottimali (E).
- Creazione di siti per nidificazione e/o dormitorio di uccelli acquatici, difficilmente raggiungibili da predatori terrestri (M).

## SIR "Dune dell'Uccellina"

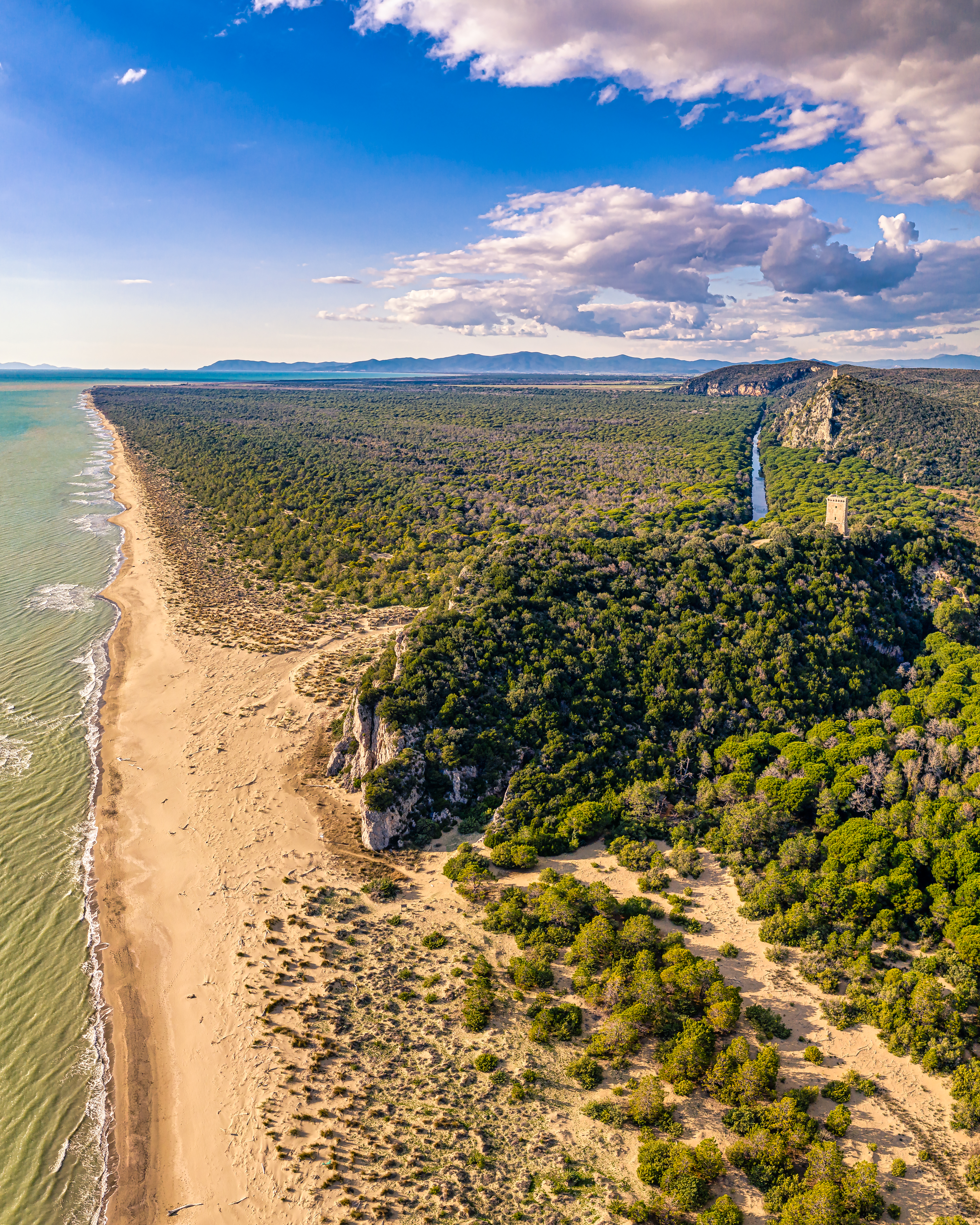
Dune dell'Uccellina con il canale Scoglietto e la torre di Collelungo

I principali elementi di criticità interni al sito sono:
- Erosione costiera che, negli ultimi decenni, ha portato alla scomparsa di notevoli estensioni di ambienti dunali e retrodunali.
- Minaccia di estinzione di Limonium etruscum, presente in una sola stazione (delle tre preesistenti), dove il dinamismo della linea di costa (in avanzamento), rischia di provocare l'interrimento della depressione retrodunale, che costituisce l'habitat della specie.
- Elevato carico del turismo balneare, nella porzione settentrionale del freddo sito.
- Azioni di “pulizia” della spiaggia, con danneggiamento delle comunità associate al materiale spiaggiato.

I principali elementi di criticità esterni al sito sono:
- Modificazioni nelle pratiche agricole e nella gestione del territorio, che favoriscono l'erosione costiera.
- Urbanizzazione legata al turismo estivo.

I principali obiettivi di conservazione sono:
1. Conservazione degli habitat dunali e retrodunali e delle specie a essi legate (EE).
2. Salvaguardia dell'endemismo esclusivo Limonium etruscum (EE).
3. Limitazione degli effetti del disturbo antropico sulle aree più sensibili e migliore organizzazione della fruizione, anche al fine di limitare il disturbo antropico nelle aree umide del SIR contiguo (E).

Indicazioni per le misure di conservazione:
- Difesa della linea di costa (da inquadrare nell'ambito delle previsioni complessive del Piano regionale della costa) (EE).
- Conservazione di Limonium etruscum, mediante monitoraggio della vitalità della popolazione naturale e della stazione di recente impianto, con valutazione dei rischi cui sono sottoposte, che sono variabili nel tempo, in funzione degli spostamenti della linea costa, e individuazione di aree idonee all'impianto di nuove stazioni per la specie, qualora fosse necessario (EE).
- Mantenimento degli elevati livelli di naturalità del sito (EE).
- Prosecuzione delle azioni finalizzate a ridurre il disturbo antropico nelle aree umide retrodunali (recinzioni, pannelli didattico-informativi) (E).
- Incremento dell'attività di sorveglianza, nelle zone più sensibili al disturbo, in particolare nei periodi della migrazione e dello svernamento (M).
- Limitazione di eventuali interventi di pulizia della spiaggia, con rimozione manuale dei soli materiali non vegetali (M).

## Flora
Le colline dell'Uccellina sono ricoperte da una fitta macchia mediterranea, molto varia nella specie che la compongono, e da oliveti secolari. Ci sono i lecci, le querce da sughero, i cisti, rosmarino, l'erica, lentisco, corbezzolo, aglio selvatico e ginestra.

### Pianure di Maremma
Tra le specie vegetali di rilievo presenti nel SIR "Pianure di Maremma" ci sono: l'Artemisia coerulescens var. palmata, una specie molto rara in Toscana, segnalata nei prati salsi del Parco della Maremma e del Padule di Scarlino; l'Halocnemum strobilaceum, specie presente in Toscana nell'unica stazione della Palude della Trappola; la Puccinellia palustris, specie delle aree palustri salmastre, presente in Toscana in stazioni relitte al Tombolo pisano (Bosco Ulivo) e alla Palude della Trappola.

### Dune dell'Uccellina
Per quel che riguarda al fitocenosi: pratelli alofili retrodunali, a sud di Collelungo (Porto Vecchio), con Limonium etruscum, endemismo esclusivo del Parco della Maremma, oggi ridotto a una sola area di limitata estensione, minacciato dalla variazione della linea di costa. Popolamenti floristici tipici degli habitat di anteduna, duna e retroduna.

## Fauna
Il Parco ospita numerose colonie di uccelli acquatici come anatidi, garzette, aironi, fenicotteri e alcuni esemplari di rapaci tra cui il falco pescatore, recentemente reinserito. La fauna tipica delle aree a macchia è composta da cinghiali, caprioli, daini, istrici, tassi, volpi, rettili di varie specie e molti uccelli.

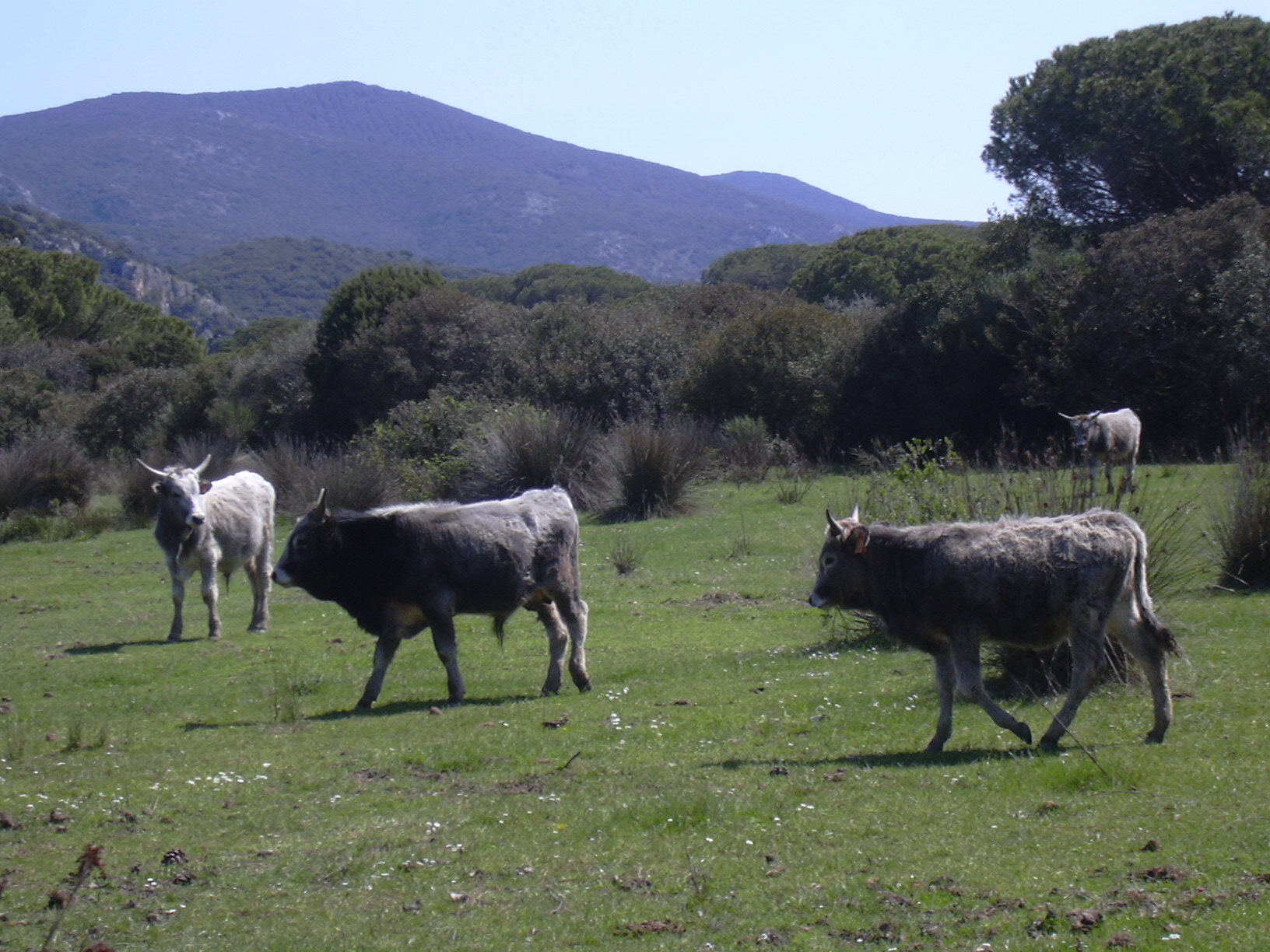
Vacche maremmane al pascolo

Nelle distese erbose ai piedi dell'Uccellina pascolano le vacche maremmane e i cavalli maremmani.

### Pianure di Maremma
All'interno del SIR "Pianure di Maremma", sono presenti, tra gli insetti: il lepidottero Euplagia quadripunctaria.
Tra i pesci: l'alosa (Alosa fallax).
Tra i rettili: la testuggine di Hermann (Testudo hermanni), la testuggine d'acqua (Emys orbicularis), il cervone (Elaphe quatuorlineata).
Il sito è un'importantissima area di svernamento per gli uccelli acquatici (area d'importanza internazionale e principale sito italiano di svernamento dell'oca selvatica (Anser anser), area d'importanza nazionale per alcune altre specie). Altrettanto importante il ruolo svolto come area di sosta durante le migrazioni. Tra gli uccelli, nel SIR sono presenti: il tarabuso (Botaurus stellaris) è migratore regolare e svernante presumibilmente regolare; il falco di palude (Circus aeruginosus) è migratore e svernante; il lanario (Falco biarmicus) è migratore e svernante, forse regolare; la moretta tabaccata (Aythya nyroca) è migratore regolare, svernante occasionale; la volpoca (Tadorna tadorna) è migratore regolare, svernante irregolare; l'occhione (Burhinus oedicnemus) è nidificante e svernante, nell'unico suo sito di svernamento regolare in Toscana; la ghiandaia marina (Coracias garrulus) è nidificante.
Tra i mammiferi, è presente il rinolofo euriale (Rhinolophus euryale), un chirottero.

### Dune dell'Uccellina
Nel SIR, tra i rettili: il cervone (Elaphe quatuorlineata); la testuggine di Hermann (Testudo hermanni).
Tra gli insetti: Euplagia quadripunctaria.
Tra gli uccelli: (l'occhione (Burhinus oedicnemus) è nidificante nel sito o ai suoi margini. Il sito, soprattutto nelle porzioni a nord del Fiume Ombrone, costituisce un'importante area di sosta e svernamento per numerose specie di uccelli.

## Monumenti e luoghi d'interesse

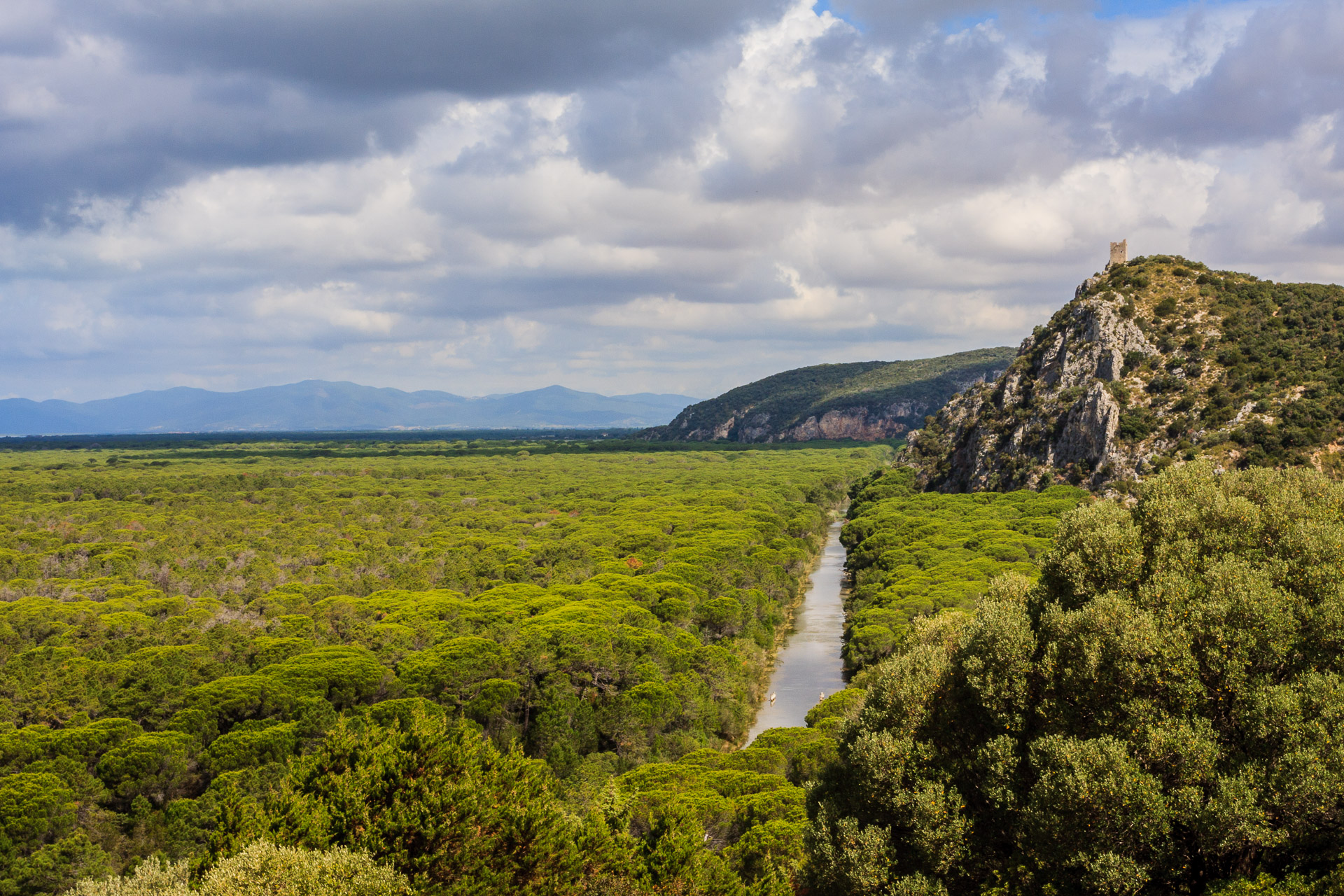
Panorama dalla torre Torre di Castelmarino

Nel parco naturale della Maremma vi sono anche numerosi siti archeologici, alcuni etruschi-romani, altri risalenti al periodo medioevale, come le torri di avvistamento e l'abbazia di San Rabano risalente al 1100 e recentemente restaurata.

## Servizi

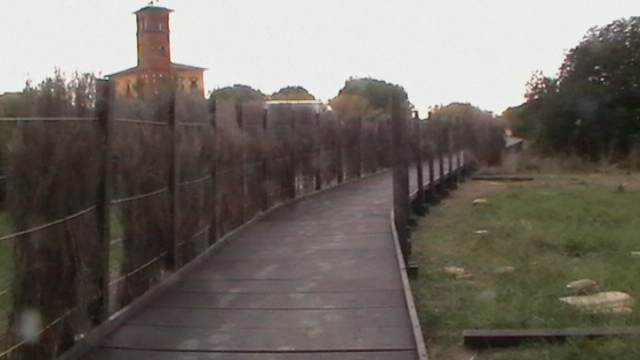
Percorso per portatori di handicap, in plastica riciclata, alla foce dell'Ombrone

Il Centro Visite principale si trova ad Alberese. L'acquario della Laguna di Orbetello con sede a Talamone ha funzione di Centro Visite per gli itinerari da Talamone.
Numerosi sono gli itinerari, caratterizzati da diversi livelli di difficoltà; si va dai più semplici, alcuni anche per portatori di handicap ai più complessi senza tuttavia raggiungere mai livelli molto impegnativi.
Sono possibili numerose escursioni naturalistiche, gite a cavallo, in canoa, escursioni notturne e per l'osservazione di volatili.

## Riconoscimenti
- 1985 – Grifone d'oro[4]
- 1992 – Diploma europeo delle aree protette